# Hypericum kurodakeanum
Hypericum kurodakeanum är en johannesörtsväxtart som beskrevs av N.Robson. Hypericum kurodakeanum ingår i släktet johannesörter, och familjen johannesörtsväxter. Inga underarter finns listade i Catalogue of Life.